# Gratiola peruviana
Gratiola peruviana är en grobladsväxtart som beskrevs av Carl von Linné. Gratiola peruviana ingår i släktet jordgallor, och familjen grobladsväxter. Inga underarter finns listade i Catalogue of Life.